# Глумац је, глумац
„Глумац је, глумац” је југословенска ТВ минисерија из 1972. године. Свака од 21 епизода била је посвећена по једном тада популарном југословенском глумцу.

## Улоге
| Глумац                     | Улога                            |
| -------------------------- | -------------------------------- |
| Мира Бањац                 |                                  |
| Дара Чаленић               |                                  |
| Вера Чукић                 |                                  |
| Маја Димитријевић          |                                  |
| Капиталина Ерић            |                                  |
| Душан Јакшић               |                                  |
| Јован Јанићијевић Бурдуш   | (као Јован-Бурдуш Јанићијевић)   |
| Драган Лаковић             |                                  |
| Оливера Марковић           |                                  |
| Добрила Матић              |                                  |
| Драгољуб Милосављевић Гула | (као Драгољуб-Гула Милосављевић) |
| Ташко Начић                |                                  |
| Станислава Пешић           |                                  |
| Јелисавета Сека Саблић     | (као Јелисавета Саблић)          |
| Ружица Сокић               |                                  |
| Властимир Ђуза Стојиљковић | (као Властимир-Ђуза Стојиљковић) |
| Мира Ступица               |                                  |
| Милутин Мића Татић         |                                  |
| Љубомир Убавкић            |                                  |
| Рената Улмански            |                                  |
| Бранка Веселиновић         |                                  |

Комплетна ТВ екипа  ▼
| Редитељ                   | Небојша Комадина     |                            |
| Редитељ                   | Здравко Шотра        |                            |
| Сценариста                | Слободан Новаковић   |                            |
| Директор фотографије      | Војислав Лукић       | директор фотографије(1972) |
| Mонтажер                  | Момчило Гавриловић   | (1972)                     |
| Сценограф                 | Дагмар Стојановић    | (1972)                     |
| Костимограф               | Зорица Ружић         | (1972)                     |
| Одсек за звук             | Дивна Рајић          | тон мајстор (1972)         |
| Одсек за камеру и расвету | Драгољуб Ђорђевић    | пратилац камере (1972)     |
| Одсек за камеру и расвету | Марина Лазаревић     | сниматељ (1972)            |
| Одсек за камеру и расвету | Божидар Бота Николић | пратилац камере (1972)     |
| Одсек за камеру и расвету | Сретен Станојевић    | пратилац камере (1972)     |
| Одсек за монтажу          | Бранка Гркинић       | видео миксер (1972)        |